# Arden-on-the-Severn
Arden-on-the-Severn és una concentració de població designada pel cens dels Estats Units a l'estat de Maryland. Segons el cens del 2000 tenia 1.971 habitants.

## Demografia
Segons el cens del 2000, Arden-on-the-Severn tenia 1.971 habitants, 739 habitatges, i 557 famílies. La densitat de població era de 517,7 habitants per km².
Dels 739 habitatges en un 32,1% hi vivien nens de menys de 18 anys, en un 66,6% hi vivien parelles casades, en un 6,1% dones solteres, i en un 24,5% no eren unitats familiars. En el 18,4% dels habitatges hi vivien persones soles el 4,7% de les quals corresponia a persones de 65 anys o més que vivien soles. El nombre mitjà de persones vivint en cada habitatge era de 2,67 i el nombre mitjà de persones que vivien en cada família era de 3,04.
Per edats la població es repartia de la següent manera: un 22,9% tenia menys de 18 anys, un 6,2% entre 18 i 24, un 30,4% entre 25 i 44, un 32% de 45 a 60 i un 8,4% 65 anys o més.
L'edat mediana era de 40 anys. Per cada 100 dones de 18 o més anys hi havia 102,8 homes.
La renda mediana per habitatge era de 76.241 $ i la renda mediana per família de 85.926 $. Els homes tenien una renda mediana de 49.034 $ mentre que les dones 40.417 $. La renda per capita de la població era de 33.426 $. Entorn del 3,7% de les famílies i el 3,8% de la població estaven per davall del llindar de pobresa.

## Poblacions més properes
El següent diagrama mostra les poblacions més properes.